# Óscar Valdez (pugile)
Óscar Rafael Valdez Fierro (Nogales, 22 dicembre 1990) è un pugile messicano.
È stato campione mondiale in due categorie di peso, avendo detenuto la cintura WBO dei piuma dal 2016 al 2019 e detentore del titolo WBC dei superpiuma dal 2021 al 2022

## Palmarès

### Mondiali dilettanti
- 1 medaglia:
  - 1 bronzo (Milano 2009 nei pesi piuma)

### Giochi panamericani
- 1 medaglia:
  - 1 argento (Guadalajara 2011 nei pesi gallo)

### Giochi centramericani e caraibici
- 1 medaglia:
  - 1 oro (Mayagüez 2010 nei pesi piuma)